# Mallochia admirabilis
Mallochia admirabilis är en stekelart som först beskrevs av Cresson 1874.  Mallochia admirabilis ingår i släktet Mallochia och familjen brokparasitsteklar. Inga underarter finns listade i Catalogue of Life.